# Alphonse-Jules Contour
Pour les articles homonymes, voir Contour (homonymie).
Alphonse-Jules Contour est un sculpteur animalier né à Paris, quai des Ormes, n° 52, le 14 juin 1811. Fils de Étienne-Gabriel Contour, boulanger, et de Louise-Geneviève Cambilliard, il est élève d'Antoine-Louis Barye. Il a exposé de 1842 à 1844, puis, après de longues années, il a reparu aux Salons de 1868 et de 1875. Il est mort en 1888.